# Moralista
Un moralista è uno scrittore che propone, in maniera discontinua, riflessioni sui costumi, le usanze e i modi di essere degli uomini, i loro caratteri e modi di vivere.
Il moralista, in senso generico, è anche colui che «per carattere, per educazione o per cultura è portato a esaminare e valutare l'aspetto morale di qualsiasi questione o situazione»  o chi, nel senso di "moralizzatore", pretende, attraverso le sue parole, presunti insegnamenti e, più raramente, il suo esempio, di dare lezioni di comportamento morale.

## Poetica dei moralisti
Lo stile degli scrittori moralisti è caratterizzato da un procedere discontinuo: i saggi di Montaigne procedono «a salti e a sgambetti»  e senza obbedire a una organizzazione prestabilita: così anche sono la raccolta delle massime di La Rochefoucauld, la scelta delle favole di La Fontaine o l'elenco dei caratteri di La Bruyère.
Questa forma della scrittura, propria del moralista, contraddistingue il rifiuto per il discorso costruttivo, dimostrativo e prescrittivo mettendo così in discussione l'atteggiamento autoritario e di presunta sapienza che è tipica del "moralizzatore", vale a dire del filosofo, del teologo o dell'apologeta. La scelta della forma letteraria discontinua, sia che privilegi il disordine, come in Montaigne, sia che valorizzi la concisione come in La Rochefoucauld e Jean de La Bruyère, vuole rendere conto e testimonianza dell'infinità diversità dei comportamenti umani e della complessità di una realtà incoerente e priva di un senso sicuro.

## I moralisti nella storia

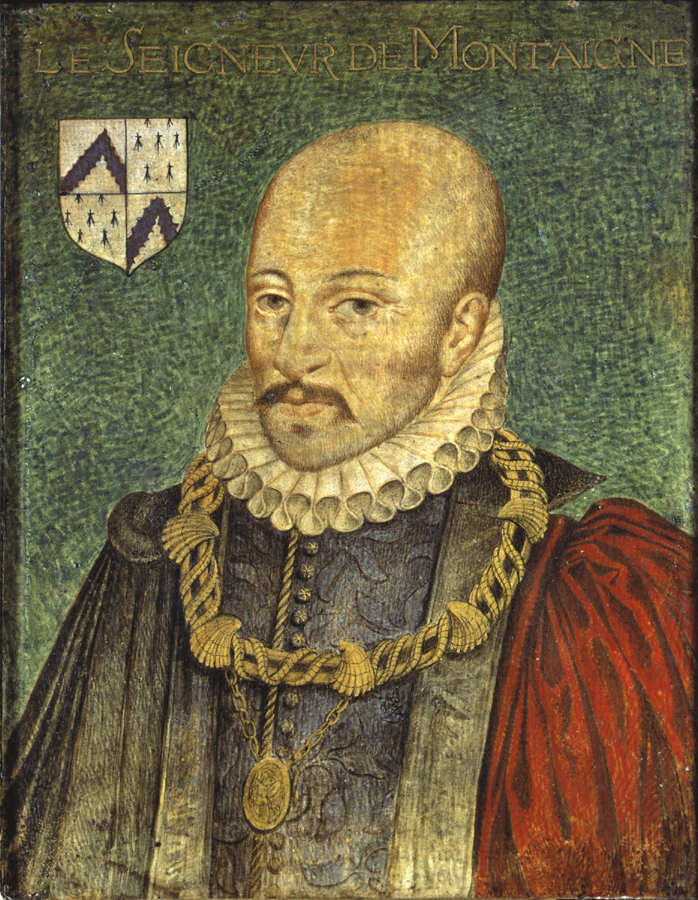
Montaigne

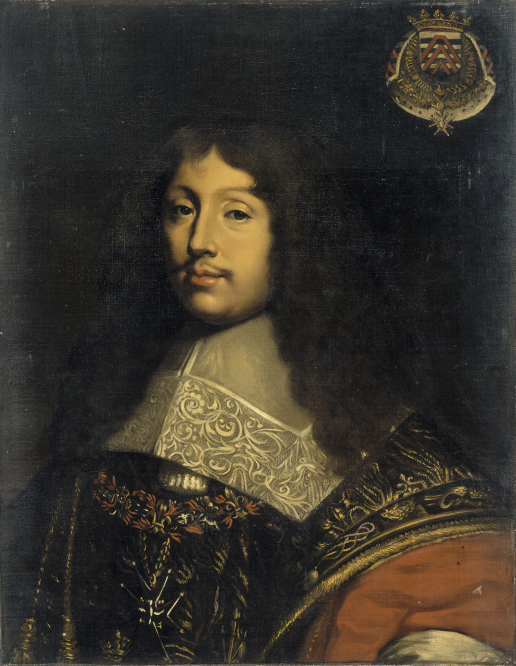
La Rochefoucauld

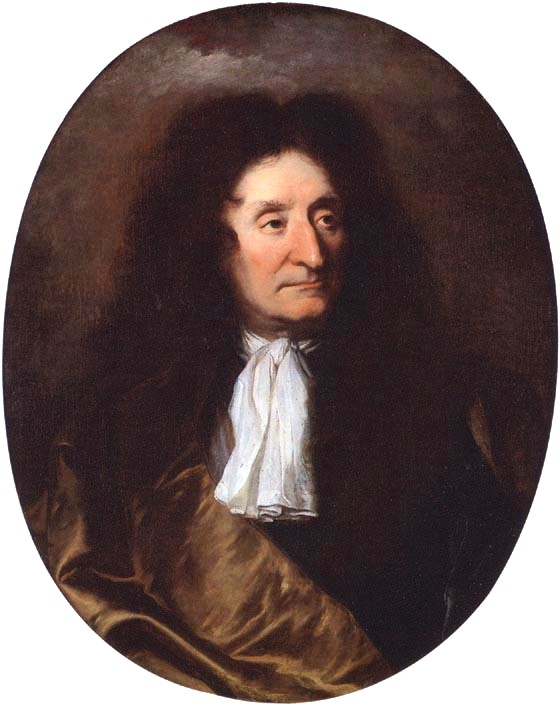
La Fontaine

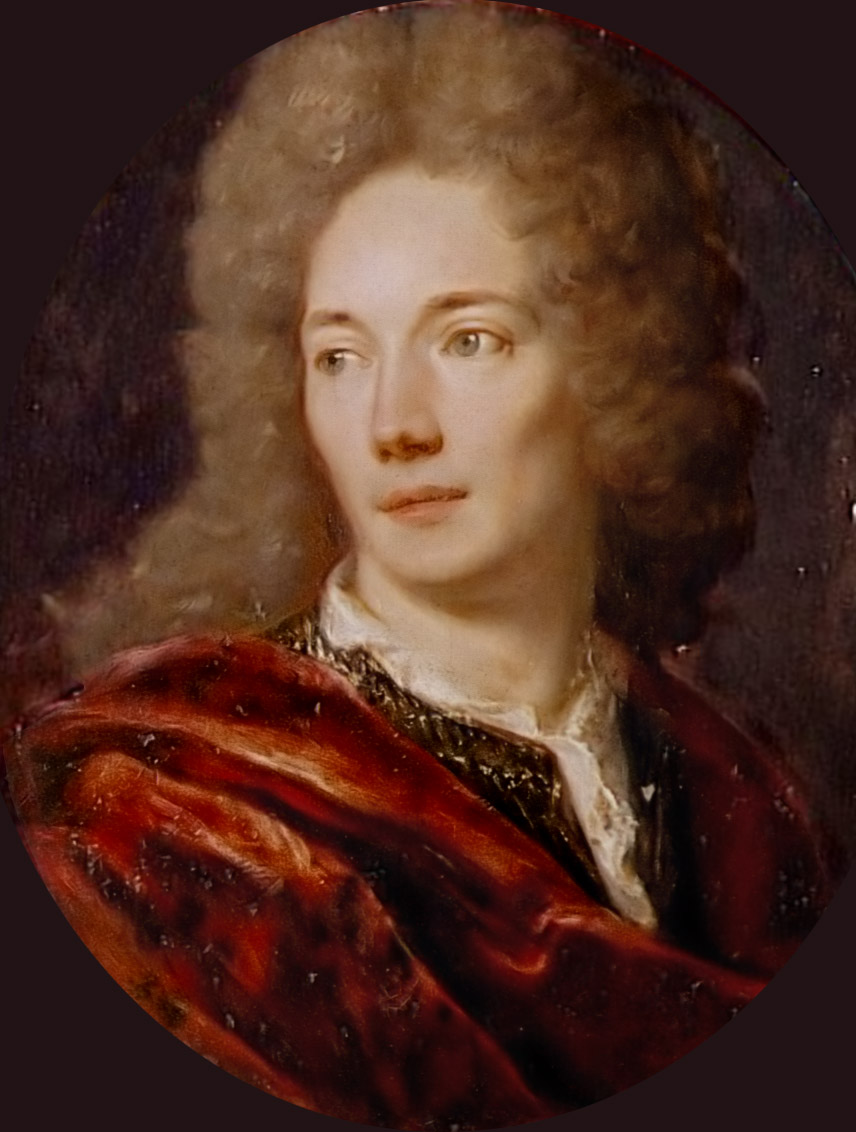
La Bruyère

La critica del XIX secolo e dell'età seguenti ha ritenuto che la corrente dei moralisti fosse la caratteristica che più ha contraddistinto lo spirito della cultura francese del XVII secolo, come reazione al materialismo o all'indifferenza morale e religiosa causata dalle assurdità delle guerre e dell'anarchia civile e religiosa che avevano contrassegnato lo sviluppo della cosiddetta società civile che era stata contrapposta alla rozzezza del secolo precedente.
Al tempo stesso un tale approccio introduce erroneamente una sovrapposizione delle nozioni di moralista e moralizzatore, proprio ciò che non sono mai precisamente questi scrittori; inoltre considerando solo la forma degli scritti dei moralisti si evidenzia un'ambiguità di significato: in assenza di un interlocutore a cui riferire esattamente i brani isolati, che si presentano come delle quasi citazioni, un testo come le Massime di La Rochefoucauld è suscettibile di una interpretazione sia agostiniana che libertina.
L'ipotesi di una «reazione spirituale» non è attendibile, e se si deve stare ai temi trattati, i moralisti come Montaigne o come La Fontaine sono molto più vicini all'epicureismo che a un intento apologetico.
Si è anche affermato che questa moda letteraria fu incoraggiata dalle famose Relazioni veneziane dove gli ambasciatori della Repubblica di San Marco si applicavano a descrivere i tratti dei personaggi più importanti della corte del re di Francia. È la nota ipotesi delle «chiavi d'interpretazione» applicata specificatamente ai Caractères di La Bruyère: vi sarebbe cioè un personaggio reale contemporaneo nascosto sotto ognuno dei ritratti morali. Lo stesso autore in effetti rifiutò una tale lettura della sua opera che veniva ridotta a un divertente documento storico.
Se dunque si vuole essere precisi e non speculare su una ipotetica "origine" dei moralisti, bisogna circoscrivere storicamente la categoria dei moralisti, in senso proprio, alla seconda metà del XVII secolo, periodo che segue a quello eroico e romanzesco della Fronda: i moralisti rendono conto e partecipano nello stesso tempo alla «distruzione degli eroi»  e della loro mitologia che opera durante il regno di Luigi XIV. In una causalità di questo tipo si potranno trovare gli elementi che consentono di spiegare la comparsa di questo tipo di scrittura, contraddistinta da una forma di pessimismo o di una messa in discussione di valori e sentimenti.
Il modo migliore per capire la specificità dello stile dei moralisti è quello di confrontarlo con chi adotta un modo diverso di scrivere: si possono contare numerosi scrittori apparentemente molto vicini alla letteratura moralista, dilettanti di professione, e di valore diverso: Nicolas Coeffeteau, Marin Cureau de La Chambre, Jean-François Senault ou Scudéry, oppure i traduttori di moralisti stranieri come dello spagnolo Baltasar Gracián. In senso stretto questi autori non possono essere considerati moralisti se non per i temi che essi trattano ma il loro modo d'esprimersi e di pensare è radicalmente differente e implica un modo di leggerli molto diverso. Questi autori scegliendo la forma del trattato dimostrativo  espongono in modo assertivo e definitivo una verità che essi assumono per certa: mentre, come ha dimostrato Marc Escola , la forma discontinua, definitoria di una scrittura moralista, obbliga il lettore a intervenire e ricostruire i legami molteplici di continuità fra i frammenti e lo lascia largamente responsabile del percorso del significato. È questo infatti il modo per i moralisti di esprimere una verità ormai mobile, ondeggiante e labile, di un'ambiguità appena costituitasi dei significati e dei comportamenti, di una realtà il cui assetto, per riprendere un'espressione di Montaigne , non è più stabile, e fa provare al lettore questo senso di squilibrio.
Se si riporta giustamente Montaigne a questa tipologia di scrittori bisogna osservare che egli per primo inventa lo stile dei moralisti e che i suoi Essais diventano il modello di riferimento per gli scrittori qui considerati.
Se invece si avvicinano alla stesso modo i Pensées di Pascal alla letteratura moralista si tratterà in questo caso di un caso singolo della Storia: i Pensées sono infatti ciò che rimane di un progetto fallito, per la morte del suo autore, di apologia del Cristianesimo: essi si offrono al lettore con uno stile dimostrativo e assertivo che non rientra nella letteratura moralista.
Nel XVIII secolo, i differenti generi letterari inventati, o piuttosto dotati di una dignità letteraria, da La Rochefoucauld, La Bruyère e La Fontaine, vengono abbondantemente ripresi da una congerie di imitatori e continuatori fra in quali si possono considerare, per la qualità della loro produzione artistica letteraria, Vauvenargues, Chamfort e Rivarol.
Solo attraverso una raddoppiata estensione della definizione di moralista si è potuto procedere a un allargamento del complesso dei moralisti, non senza mettere a mal partito la stessa nozione di scrittore moralista:
- I contemporanei de La Rochefoucauld e de La Bruyère trattano dei costumi ma in una forma organica e convenzionale. Così Pierre Nicole e i suoi Essais de Morale, Jacques Esprit e il suo trattato La Fausseté des vertus humaines, Saint-Evremond e le sue  Dissertations, o Descartes con il trattato su Les Passions de l'âme.

Alcuni tra di loro, segnatamente Esprit, adottano un approccio molto vicino a La Rochefoucault e questi ultimi due hanno in effetti tra loro collaborato alla concezione delle loro rispettive opere.
Vi è tuttavia una differenza essenziale tra questi autori e i moralisti in senso stretto tale che sia diverso il modo di lettura e di pensiero irriducibile a punti tematici che pure sono comuni. Collegando il rapporto polemico che intrattiene il moralista con il discorso filosofico, la critica del XIX secolo ha spesso assimilato i moralisti a una branca della filosofia o della fisiognomica: così che si è resa inutilizzabile la nozione e si è mostrata disattenzione alla specificità formale di quei testi, ai quali si deve il loro successo come il permanere della loro leggibilità ancora oggi e del loro inserimento nella letteratura come è stata elaborata tra il XVIII e il XIX secolo.
Al contrario non vi è quasi nessun filosofo che considererebbe questi moralisti come facenti parte della sua disciplina, e ciò a ragione. 
- Ognuno di questi scrive sul tema dei comportamenti umani senza preoccuparsi di adottare la forma del trattato filosofico, senza darsi pena di usare un metodo sistematico e dimostrativo. Ciò che hanno in comune invece i moralisti è l'adozione di una forma breve: massima, frammento o aforisma. In questo modo sono stati considerati moralisti autori assai diversi come Lichtenberg, Nietzsche[8] a partire da Umano, troppo umano, Emil Cioran, Camus o Quignard: ma il ricorso a uno stile discontinuo nel rendere conto dei comportamenti umani procede in questi con una del tutto diversa configurazione intellettuale e storica rispetto a quella del XVII secolo tanto che si può considerare questo inserimento tra i moralisti del tutto ingiustificato.